# Biohazard Damnation
Biohazard: Damnation (バイオハザード ダムネーション) là phim anime đồ họa vi tính phát hành năm 2012 được thực hiện bởi hãng Capcom và Sony Pictures Entertainment, Kamiya Makoto đảm nhận vai trò đạo diễn và việc sản xuất được điều hành bởi Kobayashi Hiroyuki. Đây là phim đồ họa thứ hai sau Biohazard: Degeneration trong dòng trò chơi Resident Evil. Ban đầu phim không được công chiếu ở mà được phát hành thẳng thành các đĩa DVD/BD và có thể tải về trực tiếp trên mạng từ Xbox Live, Zune và PlayStation Network vào ngày 25 tháng 9 năm 2012. Sau đó mới công đó công chiếu tại các rạp ở Nhật Bản vào ngày 27 tháng 10 năm 2012.
Lấy bối cảnh thời gian nằm giữa hai trò Biohazard 5 và Biohazard 6. Với cốt truyện trong lịch sử giả tưởng nơi một số nước Đông Âu thuộc Liên Xô khi tan rã đã tập hợp nhau lại và thành lập nên Cộng hòa Đông Slav nhưng sau đó một cuộc nội chiến kéo dài đã diễn ra do sự phân hóa xã hội quá sâu sắc trong cộng hòa mới này. Sau khi có báo cáo về những con quái vật như những vũ khí sinh học bắt đầu xuất hiện và tham gia giết chóc trong cuộc nội chiến này thì Leon S. Kennedy (nhân vật chính trong các trò chơi trước) đã được phái đến một cách bí mật để điều tra. Tại đây anh tìm thấy việc quân nổi dậy sử dụng thử nghiệm một loại ký sinh trùng mới, trong thời gian tìm cách khống chế điều khiển vật chủ thì vật chủ có thể sử dụng khả năng của loại ký sinh này để điều khiển các quái vật khác xung quanh để chúng không giết chóc lung tung như khi hoang dã và sử dụng chúng như một loại vũ khí, còn chính phủ cũng bí mật phát triển loại vũ khí này nhưng quy mô hơn trong đó có những quái vật Tyrant hình người khổng lồ trông như lực sĩ và tất cả đều để phục vụ cho cuộc chiến tranh không khoan nhượng giữa hai bên.
Sau hai tuần công chiếu thì phim đã thu về 1.465.577$. Phim cũng dành một phần kết thúc để giới thiệu Biohazard 6 có cốt truyện nối tiếp từ phim.

## Tổng quan

### Nhân vật
Leon S. Kennedy (レオン・S・ケネディ)
Lồng tiếng bởi: Matthew Mercer
Ada Wong (エイダ・ウォン)
Lồng tiếng bởi: Courtenay Taylor
Ingrid Hunnigan (イングリッド・ハニガン)
Lồng tiếng bởi: Salli Saffioti
Alexander "Sasha" Kozachenko (アレクサンドル（サーシャ）・コザンチェンコ)
Lồng tiếng bởi: Dave Wittenberg
JD
Lồng tiếng bởi: Val Tasso
Ivan Judanovich (イワン・ジュダノビッチ)
Lồng tiếng bởi: Robin Sachs
Svetlana Belikova (スベトラーナ・ベリコバ)
Lồng tiếng bởi: Wendee Lee

## Phát triển
Việc thực hiện bộ phim đã được CAPCOM và Sony Pictures Entertainment công bố vào ngày 14 tháng 9 năm 2010 với các chi tiết cơ bản như đây là một phim 3D và nhân vật chính sẽ là Leon S. Kennedy. Một đoạn phim giới thiệu đã được tung ra vào ngày 01 tháng 11 năm 2010. Đến ngày 20 tháng 4 năm 2012 thì hãng phát triển xác định thời điểm sẽ công chiếu tại Nhật Bản là ngày 27 tháng 10 năm 2012 nhưng trước đó phim sẽ bắt đầu được phân phối trực tuyến và dưới dạng đĩa từ ngày 25 tháng 9 năm 2012 sau khi phim Resident Evil: Retribution vừa được công chiếu vài tuần.

## Âm nhạc
Âm nhạc của phim do Kondoh Rei và Uchiyama Shusaku biên soạn và phần đạo diễn âm nhạc do Hamada Hiroyuki đảm nhiệm. Sony Music Entertainment đã phát hành album chứa các bản nhạc dùng trong phim vào ngày 24 tháng 10 năm 2012.
| Biohazard Damnation Original Soundtrack (バイオハザード ダムネーション オリジナル・サウンドトラック) | Biohazard Damnation Original Soundtrack (バイオハザード ダムネーション オリジナル・サウンドトラック) | Biohazard Damnation Original Soundtrack (バイオハザード ダムネーション オリジナル・サウンドトラック) |
| STT                                                                                                  | Nhan đề                                                                                              | Thời lượng                                                                                           |
| --- | --- | --- |
| 1.                                                                                                   | "Jomaku (序幕)"                                                                                      | 3:47                                                                                                 |
| 2.                                                                                                   | "Sennyuu 1 (潜入1)"                                                                                  | 1:37                                                                                                 |
| 3.                                                                                                   | "Souguu (遭遇)"                                                                                      | 1:02                                                                                                 |
| 4.                                                                                                   | "Shieki Suru Mono (使役する者)"                                                                      | 3:07                                                                                                 |
| 5.                                                                                                   | "Shitsumu Shitsu (執務室)"                                                                           | 2:18                                                                                                 |
| 6.                                                                                                   | "B.O.W."                                                                                             | 1:09                                                                                                 |
| 7.                                                                                                   | "Totsunyuu (突入)"                                                                                   | 0:30                                                                                                 |
| 8.                                                                                                   | "Yochou (予兆)"                                                                                      | 0:54                                                                                                 |
| 9.                                                                                                   | "Dasshutsu (脱出)"                                                                                   | 1:09                                                                                                 |
| 10.                                                                                                  | "Ataman (アタマン)"                                                                                  | 1:22                                                                                                 |
| 11.                                                                                                  | "Sennyuu 2 (潜入2)"                                                                                  | 1:16                                                                                                 |
| 12.                                                                                                  | "Hasami (鋏)"                                                                                        | 0:30                                                                                                 |
| 13.                                                                                                  | "Fukurokouji (袋小路)"                                                                               | 2:38                                                                                                 |
| 14.                                                                                                  | "Henyou (変容)"                                                                                      | 1:48                                                                                                 |
| 15.                                                                                                  | "Kyoukai (教会)"                                                                                     | 2:02                                                                                                 |
| 16.                                                                                                  | "Kanashimi no Yukue (悲しみの行方)"                                                                  | 0:20                                                                                                 |
| 17.                                                                                                  | "Buddy (バディ)"                                                                                     | 2:15                                                                                                 |
| 18.                                                                                                  | "Kage (影)"                                                                                          | 0:22                                                                                                 |
| 19.                                                                                                  | "Kaikou (邂逅)"                                                                                      | 2:07                                                                                                 |
| 20.                                                                                                  | "Machi no Sanjou (街の惨状)"                                                                         | 1:25                                                                                                 |
| 21.                                                                                                  | "JD Soshite Mirai (JD そして未来)"                                                                   | 2:04                                                                                                 |
| 22.                                                                                                  | "Futatsu no Kotae (二つの答え)"                                                                      | 1:20                                                                                                 |
| 23.                                                                                                  | "Tobira (扉)"                                                                                        | 0:24                                                                                                 |
| 24.                                                                                                  | "Svetlana (スベトラーナ)"                                                                            | 2:33                                                                                                 |
| 25.                                                                                                  | "Sennyuu, Sekkin (潜入、接近)"                                                                       | 2:51                                                                                                 |
| 26.                                                                                                  | "Praga (プラーガ)"                                                                                   | 2:10                                                                                                 |
| 27.                                                                                                  | "Taiji (対峙)"                                                                                       | 1:15                                                                                                 |
| 28.                                                                                                  | "Shoubi (焦眉)"                                                                                      | 0:44                                                                                                 |
| 29.                                                                                                  | "Shuurai (襲来)"                                                                                     | 1:36                                                                                                 |
| 30.                                                                                                  | "Sorezore no Tatakai (それぞれの戦い)"                                                               | 1:39                                                                                                 |
| 31.                                                                                                  | "Attouteki na Sonzai (圧倒的な存在)"                                                                 | 1:40                                                                                                 |
| 32.                                                                                                  | "Tyrant (タイラント)"                                                                                | 2:55                                                                                                 |
| 33.                                                                                                  | "Shoukouro (昇降路)"                                                                                 | 1:09                                                                                                 |
| 34.                                                                                                  | "Kessen (決戦)"                                                                                      | 5:02                                                                                                 |
| 35.                                                                                                  | "Saigo no Omoi (最後の想い)"                                                                         | 1:33                                                                                                 |
| 36.                                                                                                  | "Kudakareru Ando (砕かれる安堵)"                                                                     | 1:00                                                                                                 |
| 37.                                                                                                  | "Kakugo no Hate ni (覚悟の果てに)"                                                                   | 1:01                                                                                                 |
| 38.                                                                                                  | "Kainyuu Kuukyo na Shuusoku (介入 空虚な収束)"                                                       | 1:03                                                                                                 |
| 39.                                                                                                  | "2-ri no Michi (2人の道)"                                                                            | 2:13                                                                                                 |
| 40.                                                                                                  | "Shuumaku (終幕)"                                                                                    | 0:38                                                                                                 |
| 41.                                                                                                  | "Ashita (明日)"                                                                                      | 1:05                                                                                                 |
| Tổng thời lượng:                                                                                     | Tổng thời lượng:                                                                                     | 01:07:48                                                                                             |